# Normas das autoestradas interestaduais dos Estados Unidos

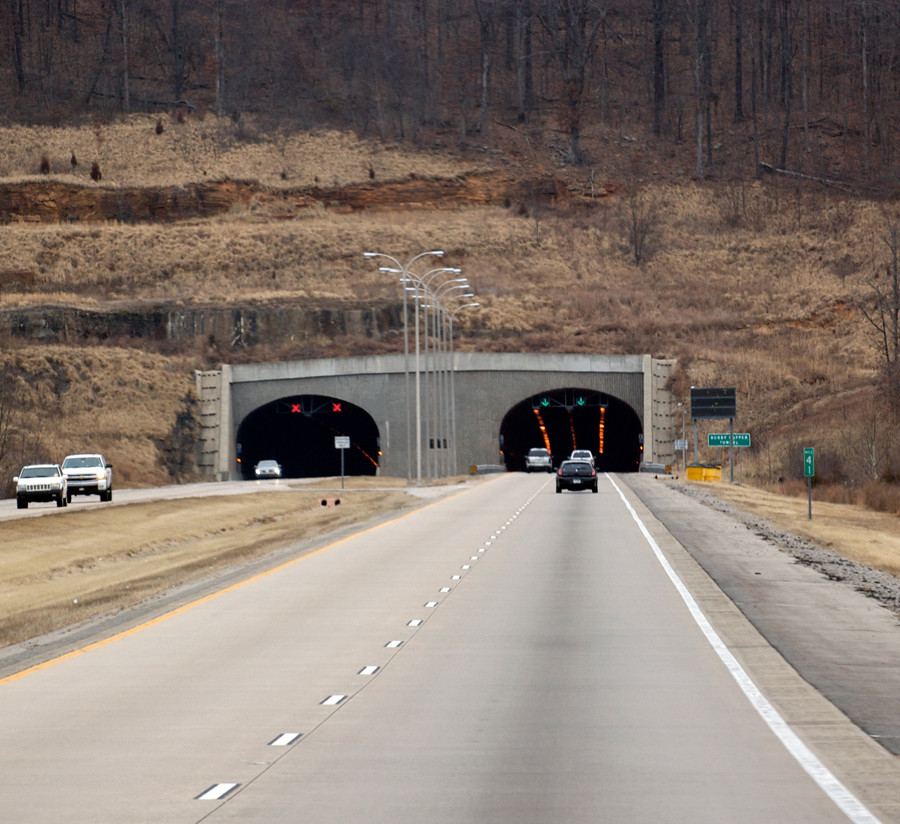
O Túnel Bobby Hopper na I-49 em Arkansas foi construído com 7,6 m (25 pés) altura livre total, deixando bastante espaço para iluminação e sinalização pendurada no teto e ainda ultrapassando os 4,9 m (16 pés) mínimo para rodovias rurais. As folgas laterais foram reduzidas dos 13,4 (44 pés) recomendados a 11 m (38 pés) devido a preocupações com custos.

Os padrões das autoestradas interestaduais dos Estados Unidos são definidos pela American Association of State Highway and Transportation Officials (AASHTO) na publicação A Policy on Design Standards: Interstate System . Para que uma determinada rodovia seja considerada uma autoestrada interestadual, ela deve atender aos requisitos de construção ou obter dispensa da Federal Highway Administration.

## Normas

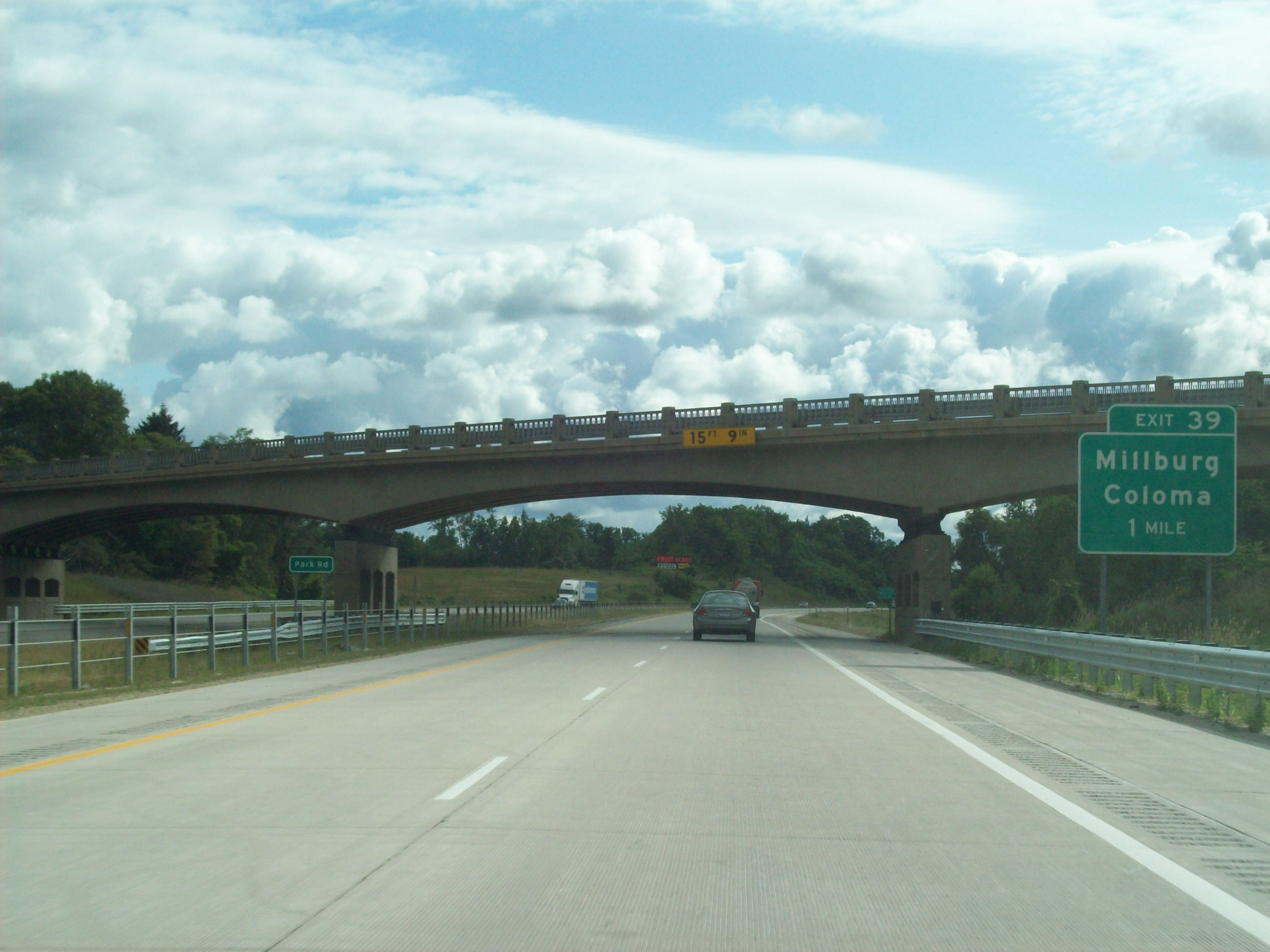
I-94 em Michigan, mostrando exemplos de sinalização de viaduto sem intercâmbio no canteiro central, sinalização de próxima saída no acostamento direito, um viaduto da década de 1950 com sinalização de restrição de altura, barreira central de cabo recém-instalada e pavimento ranhurado paralelo com faixas de ruído nos ombros

A padronização ajuda a manter o projeto da estrada consistente, de modo que os motoristas possam aprender os recursos consistentes e dirigir de acordo. A padronização pode, portanto, diminuir o risco de acidentes e aumentar a segurança do motorista.

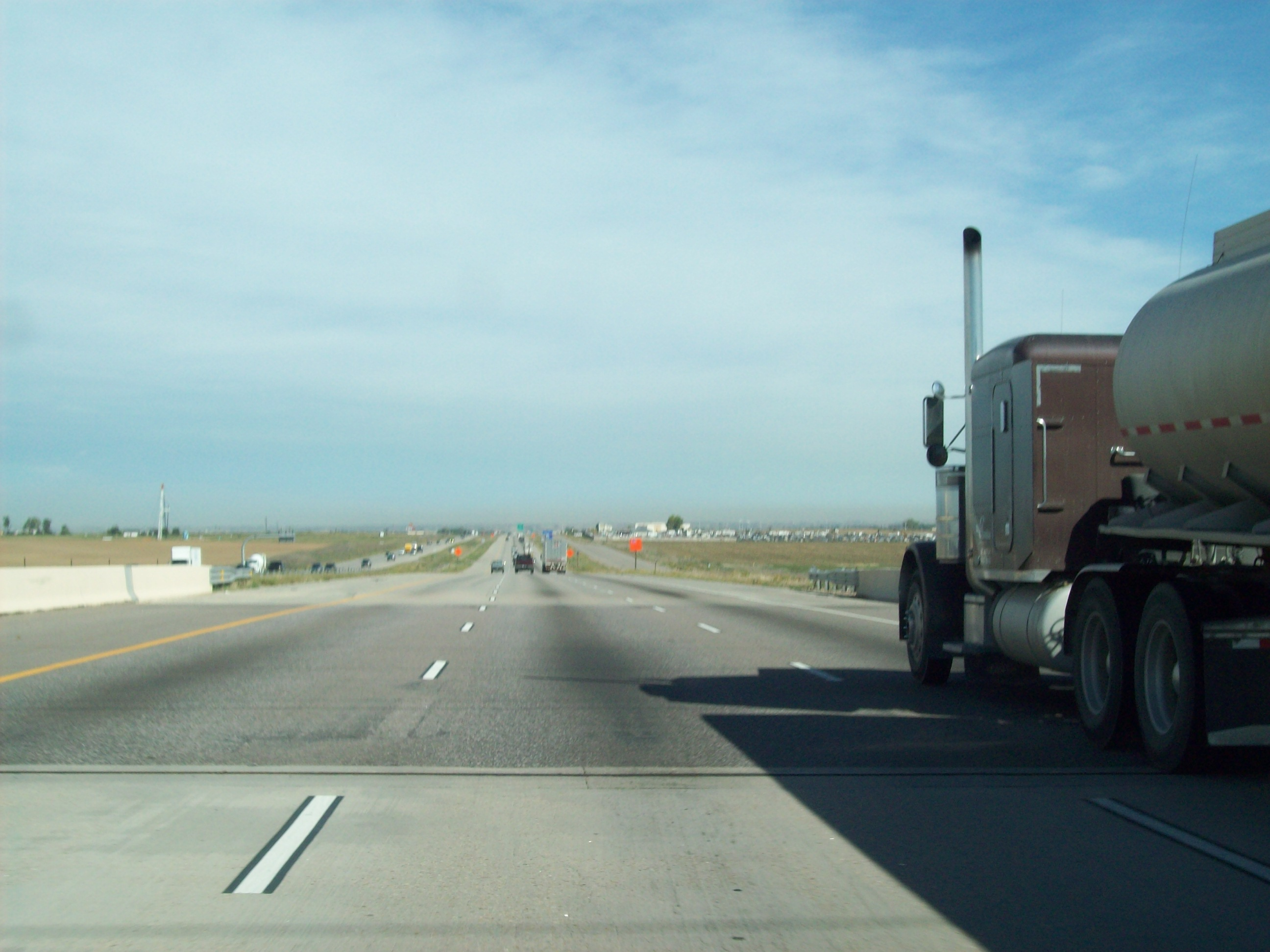
Uma ponte da rodovia interestadual coberta com asfalto

- Acesso controlado: Todos os acessos de e para a autoestrada devem ser controlado com trevo e separações de nível, incluindo todos os cruzamentos ferroviários. Os trevos de ligação devem permitir o acesso de e para ambos os sentidos da autoestrada e ambos os sentidos do cruzamento. Os trevos de ligação devem ter um espaçamento mínimo de 1,6 km (1 mi) nas zonas urbanas e de 4,8 km (3 mi) nas zonas rurais; nas zonas urbanas, podem ser utilizadas estradas coletoras/distribuidoras ou outras configurações rodoviárias que reduzam a circulação em fila para encurtar esta distância. 
  - Em áreas urbanas, não deve haver entrada de automóveis ou outros pontos de acesso a propriedades adjacentes ao longo do cruzamento pelo menos 100 pés (30 m) a partir das rampas de entrada e saída, em ambas as direções, e pelo menos 91 m (300 pés) em áreas rurais.
  - Nas zonas urbanas e suburbanas, deve ser considerada a possibilidade de acomodar bicicletas e peões ao longo dos cruzamentos.
- Velocidade mínima de projeto: Deve ser utilizada uma velocidade mínima de projeto de 113 km/h (70 mph), exceto nas zonas montanhosas e urbanas, onde o mínimo é de 80 km/h (50mph).[4]
  - A distância de visão, curvatura e superelevação da autoestrada devem seguir a edição atual da A Policy on Geometric Design of Highways and Streets da AASHTO para a velocidade de projeto escolhida.[4]
- Grau máximo: O ângulo vertical máximo permitido, ou inclinação, ao longo da autoestrada é determinado a partir do terreno e da velocidade de projeto,[4] sendo geralmente permitidos até 6% em zonas montanhosas, 5% em terrenos ondulados e 4% em terrenos planos. É permitido um adicional de 1% em zonas urbanas.
- Número mínimo de pistas de tráfego: Devem existir pelo menos duas pistas de tráfego em cada sentido, a menos que sejam necessárias mais faixas para um nível de serviço aceitável, de acordo com a edição atual do documento da AASHTO, A Policy on Geometric Design of Highways and Streets. Devem ser previstas vias de subida e rampas de emergência sempre que necessário.
- Largura mínima da pista de tráfego: A largura mínima da pista de tráfego é de 3,7 m (12 pés), idêntica à da maioria das autoestradas estaduais e nacionais.
- Largura da pista de tráfego: A largura mínima da faixa de acostamento esquerda pavimentada é de 1,2 m (4 pés), e da faixa de acostamento direita pavimentada é de 3 m (10 pés). Com três ou mais faixas de acostamento em cada direção, ambas os acostamentos devem ter, pelo menos, 3 m (10 pés) de largura. Em terreno montanhoso, é aceitável um acostamento do lado esquerdo de 1,2 m (4 pés) e um acostamento direito de 2,4 m (8 pés), exceto quando existem pelo menos quatro vias em cada sentido, caso em que ambos acostamentos devem ter pelo menos 2,4 m (8 pés) de largura. Em locais com maior tráfego de caminhões, superior a 250 volume horário de projeto direcional, devem ser considerados acostamentos mais largas.
- Inclinação do pavimento: Em seções retas da autoestrada, a pista deve ter uma inclinação transversal de, pelo menos, 1,5% e, de preferência, 2% para assegurar uma drenagem adequada, podendo atingir 2,5% em zonas de precipitação intensa. O declive transversal dos acostamentos esquerdo e direito deve situar-se entre 2% e 6%, mas não deve ser inferior ao das pistas de tráfego principais.
- Largura da mediana: A mediana deve ter uma largura mínima de 15 m (50 pés), e preferencialmente de 18 m (60 pés), nas zonas rurais, e de 3 m (10 pés), mais uma barreira, nas zonas urbanas ou montanhosas.
- Meio-fio: nenhum meio-fio deve ser colocado mais próximo da pista do que a borda externa do acostamento pavimentado. Qualquer meio-fio deve ter uma face inclinada, e não vertical, e não deve ter mais do que 10 cm de altura. Deve-se tomar cuidado especial quando os meios-fios forem combinados com barreiras.
- Espaço livre vertical: Distância vertical mínima sob estruturas suspensas, como pontes, é de 4,9 m (16 pés), incluindo os acostamentos pavimentados e uma margem para camadas extras de pavimento. Em áreas urbanas, pelo menos um trajeto deve ter uma folga de 4.9 m (16 pés), mas outros podem ter uma folga menor de 4.3 m (14 pés). Os suportes de sinalização e os viadutos para pedestres devem estar pelo menos 5,2 m (17 pés) acima da pista, exceto em rotas urbanas com menos espaço livre, onde devem estar pelo menos 30 cm (1 pé) mais altos que outros objetos. O contraventamento transversal das pontes de treliça tem um requisito especial de folga adicional de 5.3 m (17,5 pés).
- Pontes: As pontes com menos de 61 m (200 pés) de comprimento devem ter a largura total da pista, incluindo os acostamentos pavimentados. As pontes mais longas podem reduzir a largura de ambos os acostamentos para 1,2 m (4 pés).
  - As pontes existentes podem continuar a fazer parte do sistema interestadual se tiverem pelo menos 3,7 m (12 pés) pistas com 1,1 m (3,5 pés) acostamento à esquerda e 3 m (10 pés) acostamento à direita, exceto pelo fato de que pontes mais longas podem ter 1,1 m (3,5 pés) acostamentos em ambos os lados. Em todas as pontes, o guarda-corpo deve ser atualizado, se necessário.
- Espaço livre do túnel: os túneis não devem diferir significativamente das pontes, mas devido aos altos custos dos túneis, a largura de ambos os acostamentos pode ser reduzida para 120 cm (4 pés). Também é necessária uma passarela de saída 120 cm (4 pés) de largura, que deve ser elevada ou separada da pista por uma barreira. Além disso, o acesso para equipes de emergência precisa ser acomodado. O espaço livre vertical mínima é a mesma que existe sob as pontes.
- Marcações: Todas as marcações da estrada devem ser retrorrefletivas.

## Exceções

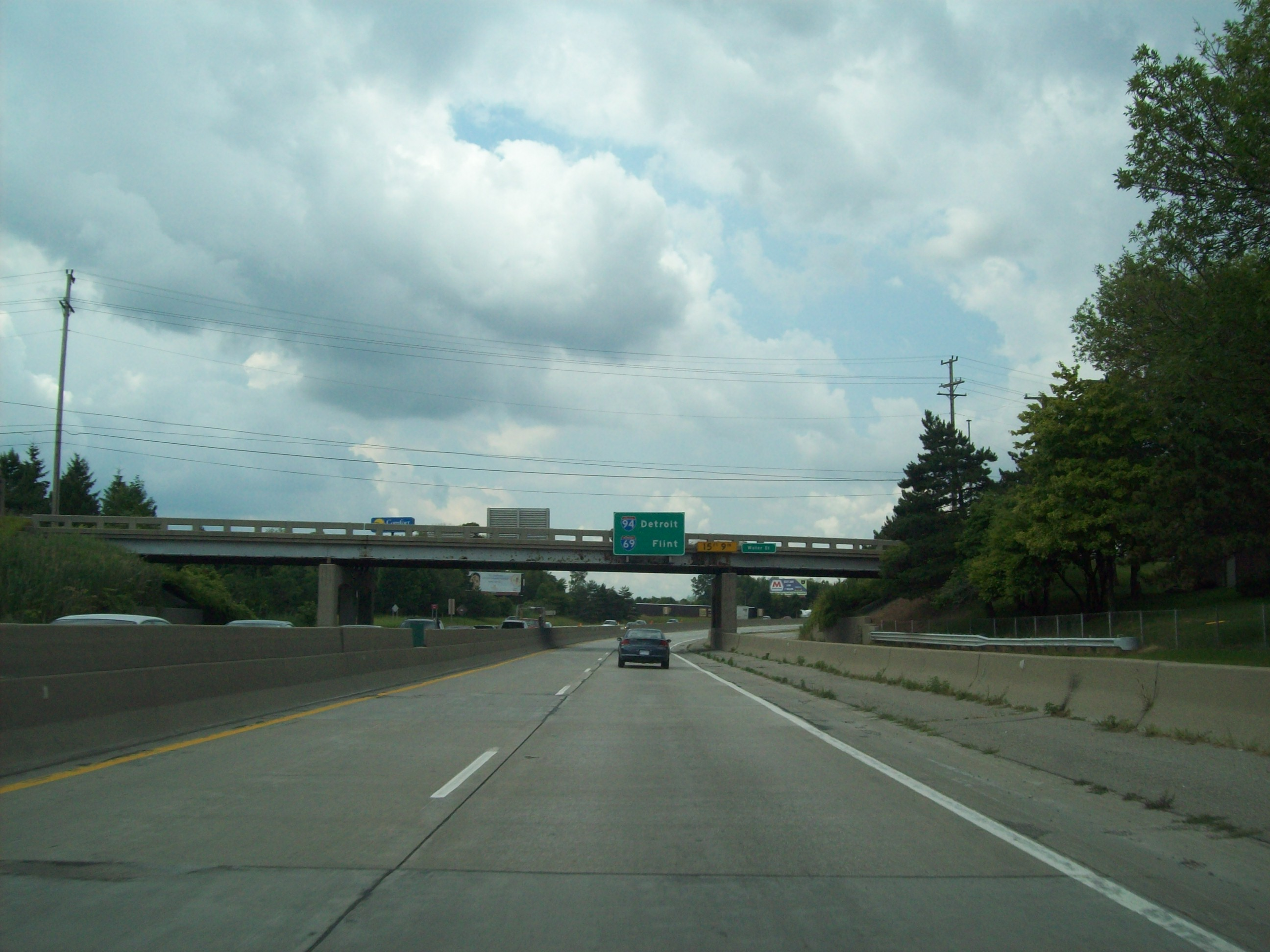
Uma seção estreita e antiga da I-94/I-69 após entrar em Michigan vindo de Sarnia, Ontário. Desde então, essa seção foi reconstruída de acordo com os padrões modernos.

As normas foram alterados ao longo dos anos, o que fez com que muitas interestaduais mais antigas não estivessem em conformidade com os padrões atuais, e outras ainda não foram construídas de acordo com os padrões porque isso seria muito caro ou ambientalmente inadequado.
Algumas estradas foram incorporadas ao sistema. A maioria delas eram estradas com pedágio que foram construídas antes da criação do sistema interestadual ou estavam em construção na época em que o presidente Dwight D. Eisenhower assinou o Federal-Aid Highway Act of 1956. Um exemplo é a Pennsylvania Turnpike, que originalmente tinha um canteiro central muito estreito que, mais tarde, exigiu a instalação de um guarda-corpo de aço e, posteriormente, uma barreira New Jersey devido ao tráfego intenso. A Kansas Turnpike tinha um canteiro central rebaixado de 6,1 m (16 pés [4,9 m] mais estreito do que o mínimo da Interstate) ao longo de toda a sua extensão de 380 km, desde sua inauguração em 1956 até meados da década de 1980, quando foram instaladas barreiras New Jersey.
A Interstate 35E, que passa por Saint Paul, Minnesota, é um exemplo de uma via expressa que não foi incorporada ao sistema e que, no entanto, é uma exceção aos padrões. Projetada inicialmente na década de 1960, mas inaugurada somente em 1990, a rodovia tem um limite de velocidade de 72 km/h (45 mph) e não permite veículos com peso bruto superior a 4.100 kg (9.000 libras). Isso se deve à oposição política dos proprietários de casas nos bairros locais, o que atrasou e modificou bastante o projeto. A Interstate 670, um ramal da Interstate 70, também não consegue atingir o mínimo de 50 milhas por hora e, em vez disso, passa pelo centro de Kansas City, Missouri, a 45 milhas por hora.
A Interstate 75 na Ponte de Mackinac, entre St. Ignace e Mackinaw City, Michigan, não é dividida. A ponte foi projetada antes do início do Sistema Interestadual de Autoestradas e foi incorporada ao sistema.
A Interstate 93, que passa por Franconia Notch, Nova Hampshire, também é uma exceção notável, sendo uma superestrada com limite de velocidade de 72 km/h (45 mph).
Todas as interestaduais não sinalizadas no Alasca e em Porto Rico estão isentas das normas de autoestradas interestaduais e, em vez disso, de acordo com o Título 23, Capítulo 1, Seção 103 do Código dos Estados Unidos, são "projetadas de acordo com os padrões geométricos e de construção adequados às demandas de tráfego atuais e prováveis no futuro e às necessidades da localidade da rodovia".